# فرودگاه فرخ‌آباد (هند)
فرودگاه فرخ‌آباد (به انگلیسی: Farrukhabad Airport) (به زبان بومی: फ़र्रुख़ाबाद हवाई अड्डा) یک فرودگاه است که در کشور هند قرار دارد.